# Waldo (Wisconsin)
Waldo es una villa ubicada en el condado de Sheboygan en el estado estadounidense de Wisconsin. En el Censo de 2010 tenía una población de 503 habitantes y una densidad poblacional de 197,57 personas por km².

## Geografía
Waldo se encuentra ubicada en las coordenadas 43°40′37″N 87°56′50″O / 43.67694, -87.94722. Según la Oficina del Censo de los Estados Unidos, Waldo tiene una superficie total de 2.55 km², de la cual 2.44 km² corresponden a tierra firme y (4.17%) 0.11 km² es agua.

## Demografía
Según el censo de 2010, había 503 personas residiendo en Waldo. La densidad de población era de 197,57 hab./km². De los 503 habitantes, Waldo estaba compuesto por el 92.45% blancos, el 1.39% eran afroamericanos, el 0.8% eran amerindios, el 2.19% eran asiáticos, el 0% eran isleños del Pacífico, el 1.19% eran de otras razas y el 1.99% pertenecían a dos o más razas. Del total de la población el 2.39% eran hispanos o latinos de cualquier raza.